# Núria Solé i Ventura

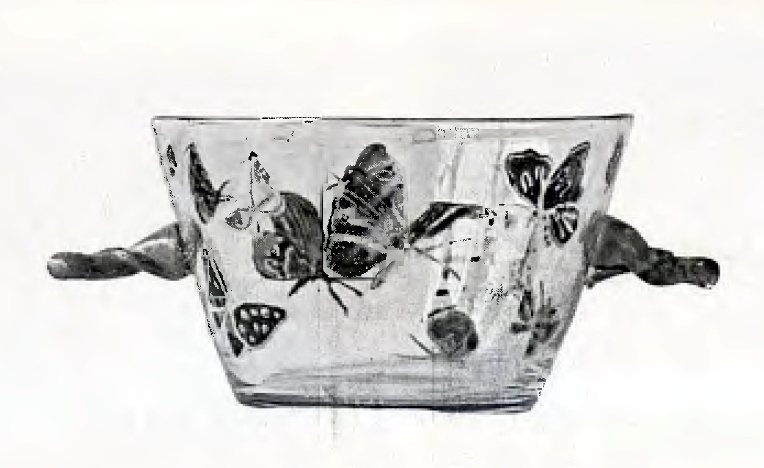
Gerra de vidre esmaltat, 1921

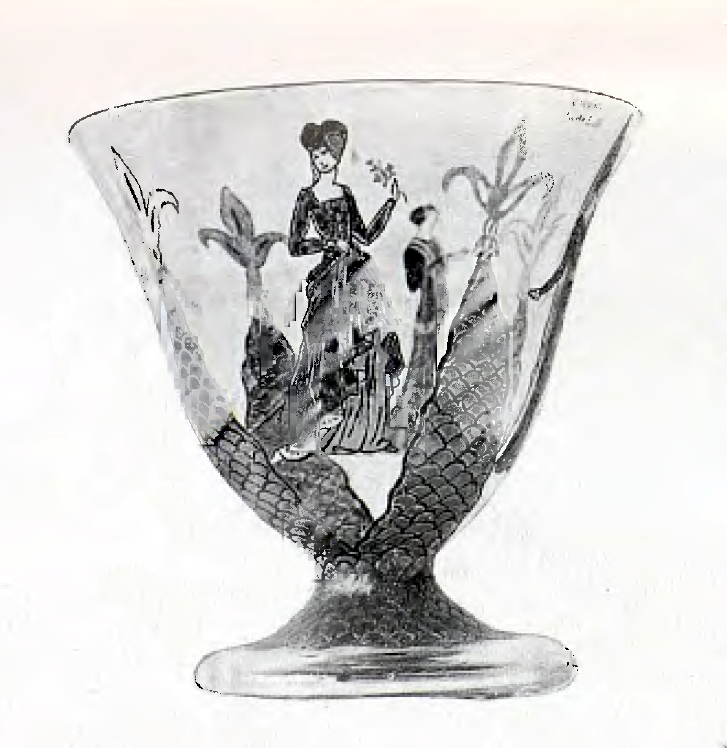
Jerra de vidre esmaltat, 1921

Núria Solé i Ventura (Barcelona 1901 - 1994) va ser una esmaltadora de vidre i ceramista catalana.

## Biografia
Filla del diputat a les Corts Joan Solé i Pla i d'Àngela Ventura Maymó, cap a 1919 va estudiar dibuix a l'Acadèmia Baixas del carrer del Pi de Barcelona, junt amb la seva germana Euda Solé i Amèrica Cardunets, amb qui formarien una gran amistat. Les tres van ampliar estudis a l'Escola Superior dels Bells Oficis de Barcelona cap al 1920, matriculant-se en l'assignatura d'arts de la terra i esmalt sobre vidre que impartia el ceramista Francesc Quer.
L'any 1921 les tres artistes es van donar a conèixer, com a alumnes de Francesc Quer a les Galeries Laietanes, exposant vidres esmaltats i ceràmica. Aquesta exposició conjunta de les tres dones a les Galeries Laietanes, amb el seu mestre, es va anar repetint cada dos anys com a mínim fins al 1929.
El 1925 les tres van participar en l'Exposició Internacional d'Arts Decoratives de París, on Amèrica va obtenir una medalla. El mateix any exposaven a l'Ateneu Gironí junt amb Alexandre Cardunets, pare d'Amèrica.
El 1926 les tres amigues, junt amb Alexandre Cardunets, van oferir una exposició de fotografies, dibuixos i vidres esmaltats a l'Ateneu Igualadí de la Classe Obrera, amb motiu de la diada de Sant Jaume. L'any següent van participar en l'exposició pro-monument Garreta que es va fer a la Sala Parés. L'abril de 1929 exposaven els seus vidres a la Sala Parés i aquell mateix any van participar en l'Exposició Internacional de Barcelona del 1929.
A finals de 1939, acabada la Guerra Civil, les dues germanes es van exiliar, junt amb els pares. Primer van viure a Barranquilla, Colòmbia i després a Veneçuela. Núria Solé va tornar a Barcelona l'any 1948, a temps de salvar de la subhasta les propietats de la família, i la seva germana Euda ho va fer cap al 1957.